# Proliferodiscus dingleyae
Proliferodiscus dingleyae är en svampart som beskrevs av Spooner 1987. Proliferodiscus dingleyae ingår i släktet Proliferodiscus och familjen Hyaloscyphaceae.   Inga underarter finns listade i Catalogue of Life.